# Chrysolampis mosquitus
Colibri-rubi ou beija-flor-vermelho (Chrysolampis mosquitus) é uma espécie de ave da família Trochilidae. Pode ser encontrada na Bolívia, Brasil, Colômbia, Panamá, Venezuela, Guiana, Suriname, Guiana Francesa, Trinidad e Tobago, Aruba, Bonaire e Curaçao. É a única espécie descrita para o gênero Chrysomapis. Possuem 8 cm de comprimento e apresenta dimorfismo sexual.